# Apocnosoides jeanneli
Apocnosoides jeanneli är en skalbaggsart som beskrevs av Thierry Bourgoin 1913. Apocnosoides jeanneli ingår i släktet Apocnosoides och familjen Cetoniidae. Inga underarter finns listade i Catalogue of Life.